# Achille Fould

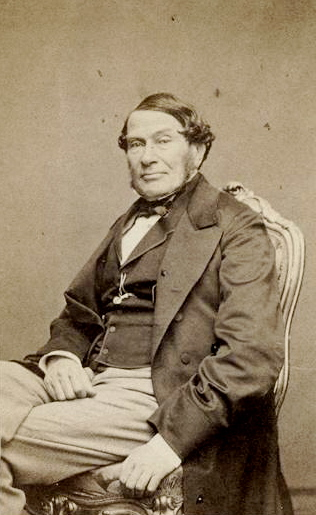
Achille Fould

Achille Fould (* 17. November 1800 in Paris; † 5. Oktober 1867 in Tarbes) war ein französischer Bankier und Staatsmann. Zwischen 1849 und 1867 leitete er mehrfach das Finanzministerium.

## Leben
Achille Fould war der Sohn des jüdischen Bankiers Beer Léon Fould (1767–1855). Neben dem Bankgeschäft widmete er sich auch den schönen Künsten und machte Reisen nach Italien und in den Orient. Später übernahm er mit seinem älteren Bruder, Benoît Fould, die Leitung des Pariser Bankhauses Fould, Oppenheim & Co. Unter der Regierung von Louis-Philippe I., der sich seines Rats oft in finanziellen Angelegenheiten bediente, wurde Fould zum Mitglied des Generalkollegiums für den Handel ernannt. 1842 vom Département Hautes-Pyrénées in die Deputiertenkammer gewählt, zeigte er sich als eifriger Anhänger des Ministeriums Guizot und ergriff oft und mit Erfolg das Wort in finanziellen Fragen.
Nach der Februarrevolution von 1848 ließ Fould sich im September in Paris in die Konstituierende Nationalversammlung wählen, wo er dem konservativen Verein der Rue de Poitiers beitrat und sich dem Präsidenten Louis-Napoléon Bonaparte anschloss. Bei den Generalwahlen im Mai 1849 unterlag er, weil er der provisorischen Regierung gewisse Finanzprojekte angeraten hatte, die der öffentlichen Meinung missfällig waren. Erst im Juli, bei den Nachwahlen in Paris, gelang es ihm, einen Sitz in der Legislative zu erhalten.
Im bonapartistischen Kabinett vom 31. Oktober 1849 übernahm Fould das Portefeuille der Finanzen, das er auch bei der Veränderung im Januar 1851 sowie im definitiven Ministerium vom 11. April behielt. Infolge der Abdankung sämtlicher Minister am 14. Oktober 1851 zog auch er sich zurück, übernahm jedoch einige Tage nach Louis-Napoléon Bonapartes Staatsstreich vom 2. Dezember 1851 abermals die Finanzverwaltung, die er indessen, als im Januar 1852 die Konfiskation der Güter der Dynastie Orléans verhängt wurde, wieder niederlegte. Als Finanzminister gab Fould den ersten Impuls zur Gründung des Crédit mobilier, bemühte sich, das Vertrauen der Kapitalisten wieder zu wecken, regelte die Einregistrierungsabgaben, den Postdienst, das Briefporto, hob den Zwangskurs der Banknoten auf, führte eine gleichmäßigere Verteilung der Grundsteuern auf Grund einer neuen Abschätzung des Grundeinkommens ein und zeigte sich, wiewohl ein Anhänger des Schutzzollsystems, doch auch der Herabsetzung der Zölle nicht abgeneigt.
Bei seinem Rücktritt als Finanzminister zum Senator ernannt, trat Fould schon am 30. Juli 1852 wieder in das Ministerium als Staatsminister und am 14. Dezember 1852 als Minister des kaiserlichen Hauses ein und erhielt zugleich die Verwaltung der Zivilliste und der Krondotationen. Im folgenden Jahr erhielt er die Administration der Großen Oper in Paris. 1857 wurde er in die Académie des Beaux-Arts gewählt, und 1858 berief ihn Kaiser Napoleon III. in den Geheimen Rat. Bei den Veränderungen im November 1860 legte er seine Portefeuilles nieder.
Im September 1861 richtete Fould eine Denkschrift an Napoleon III.,  in der er die Finanzlage Frankreichs als gefährdet darlegte und dem Kaiser den Rat gab, dieser möge auf sein verfassungsmäßiges Recht, außerordentliche Kredite willkürlich ohne Mitwirkung des Gesetzgebenden Körpers zu bewilligen, verzichten. Der Kaiser nahm diese Vorschläge an und ernannte Fould am 14. November 1861 wiederum zum Finanzminister. Indessen legte Fould infolge der im Januar 1867 von dem Kaiser getroffenen Verfassungsänderung, die ihm allzu große Zugeständnisse an die Opposition zu enthalten schien, sein Portefeuille abermals nieder. Er starb unerwartet am 5. Oktober 1867 im Alter von knapp 67 Jahren in Tarbes.